# Центральный комитет бдительности
Центральный комитет бдительности (англ. Central Vigilance Commission, CVC) — индийский государственный департамент, учреждённый в 1964 году индийским правительством с целью борьбы с политической коррупцией. Представляет собой независимое от органов исполнительной власти ведомство, в задачи которого входит выполнение всех функций по надзору за государственными ведомствами, а также оказания им консультации в планировании, выполнении, обзоре и реформировании надзорных функций.
Центральный комитет бдительности был создан правительством Индии по рекомендации «Комитета по предотвращению коррупции» с целью консультации центральных правительственных органов в сфере бдительности. Первым председателем Центрального комитета бдительности был Нитур Шриниваса Рау.
Ежегодно Центральный комитет бдительности составляет отчёт, в котором не только детально описывает проведённую за год работу, но также и указывает на слабые стороны в государственной системе, приводящие к коррупции в различных департаментах и министерствах. В отчётах также указываются меры по улучшению системы и предотвращению коррупции, обсуждаются случаи, когда советы Центрального комитета бдительности не были приняты во внимание и последствия этого.
Центральный комитет бдительности не занимается расследовательскими функциями, которые выполняются Центральным бюро расследований.